# Conférence navale de Washington
La Conférence navale de Washington est une conférence sur le désarmement convoquée par les États-Unis et qui s'est tenue à Washington, D.C., du 12 novembre 1921 au 6 février 1922, à la demande du président des États-Unis Warren G. Harding, en dehors des auspices de la Société des Nations. Neuf nations (États-Unis, Japon, Chine, France, Grande-Bretagne, Italie, Belgique, Pays-Bas et Portugal), y ont participé pour leurs intérêts dans l'océan Pacifique et en Asie de l'Est. L'Allemagne n'a pas été invitée à la conférence, car elle avait déjà été désarmée en vertu des dispositions du traité de Versailles. La Russie soviétique n'a pas non plus été invitée à la conférence. Il s'agit de la première conférence de contrôle des armements de l'histoire, et elle est toujours étudiée par les politologues comme un modèle de réussite du mouvement de désarmement.
Tenue au Memorial Continental Hall (en), dans le centre de Washington, elle a débouché sur trois traités majeurs : le traité des quatre puissances, le traité des cinq puissances (ou traité naval de Washington) et le traité des neuf puissances, ainsi qu'un certain nombre d'accords plus modestes qui limitent le tonnage et l'armement des navires de guerre. Ces traités ont préservé la paix pendant les années 1920, mais n'ont pas été renouvelés dans le monde de plus en plus hostile de la Grande Dépression.

## Contexte
Tout au long des années 1920, la paix et le désarmement sont à l'honneur dans le monde entier. Les femmes venaient d'obtenir le droit de vote dans de nombreux pays et elles ont contribué à convaincre les hommes politiques qu'il était possible d'économiser de l'argent, de gagner des voix et d'éviter de futures guerres en mettant fin à la course aux armements. Dans le monde entier, les dirigeants du mouvement pour le suffrage des femmes ont créé des organisations internationales telles que le Conseil international des femmes et l'Alliance internationale pour le suffrage des femmes. L'historien Martin Pugh (en) écrit qu'elles ont acquis leur plus grande influence dans les années 1920, "lorsqu'elles ont contribué à promouvoir la contribution des femmes au mouvement anti-guerre dans l'ensemble du monde occidental". Aux États-Unis, pratiquement toutes les grandes confessions protestantes et les porte-parole protestants les plus en vue ont été de fervents partisans des efforts de paix internationaux. Ils ont collaboré pour éduquer leurs congrégations locales sur la nécessité de la paix et du désarmement.
À la fin de la Première Guerre mondiale, les Britanniques disposaient encore de la plus grande marine de guerre, mais leurs grands navires devenaient obsolètes, et les Américains et les Japonais construisaient rapidement de nouveaux navires de guerre coûteux. La Grande-Bretagne et le Japon étaient alliés en vertu d'un traité qui devait expirer en 1922. Bien qu'il n'y ait pas de danger immédiat, les observateurs considèrent de plus en plus la rivalité américano-japonaise pour le contrôle de l'océan Pacifique comme une menace à long terme pour la paix mondiale. À ce moment-là, les Britanniques décident qu'il est préférable pour eux de jeter leur dévolu sur Washington plutôt que sur Tokyo. Pour mettre fin à une course aux armements inutile, coûteuse et potentiellement dangereuse, les principaux pays signent une série d'accords de désarmement naval.

## Rencontre
La délégation américaine, dirigée par le secrétaire d'État Charles Evans Hughes, comprenait Elihu Root, Henry Cabot Lodge et Oscar Underwood,, ce dernier étant le chef de la minorité démocrate au Sénat. L'objectif principal de la conférence était de limiter l'expansion navale japonaise dans les eaux du Pacifique Ouest, en particulier en ce qui concerne les fortifications sur des îles stratégiquement importantes. Ses objectifs secondaires visaient à obtenir une limite ultime à l'expansion japonaise et à apaiser les inquiétudes concernant un éventuel antagonisme avec les Britanniques. Il s'agissait d'éliminer les tensions anglo-américaines en abrogeant l'alliance anglo-japonaise, de convenir d'un rapport naval favorable vis-à-vis du Japon et de faire accepter officiellement aux Japonais la poursuite de la politique de la porte ouverte en Chine.
Les Britanniques, quant à eux, ont adopté une approche plus prudente et plus modérée. En effet, les représentants britanniques ont fait part de certains souhaits généraux à la conférence : parvenir à la paix et à la stabilité dans le Pacifique occidental, éviter une course aux armements navals avec les États-Unis, contrecarrer les empiètements japonais dans les zones sous leur influence et préserver la sécurité de Singapour, de Hong Kong et des pays du Dominion, mais ils n'ont pas abordé la conférence avec une liste de demandes précises. Ils ont plutôt apporté avec eux une vague vision de ce à quoi le Pacifique occidental devrait ressembler après la conclusion d'un accord.
Les représentants japonais se concentrent davantage sur les détails que les Britanniques, et abordent la conférence avec deux objectifs principaux : signer un traité naval avec la Grande-Bretagne et les États-Unis et obtenir la reconnaissance officielle des intérêts particuliers du Japon en Mandchourie et en Mongolie. Les représentants japonais ont également soumis d'autres questions à la conférence : une forte demande pour garder le contrôle de Yap, de la Sibérie et de Tsingtao, ainsi que des préoccupations plus générales concernant la présence croissante des flottes américaines dans le Pacifique.
Le chef de la délégation japonaise à la conférence navale de Washington était le prince Tokugawa Iesato, qui, au cours des quatre premières décennies du XXe siècle, a dirigé un mouvement politique au Japon promouvant la démocratie et la bonne volonté internationale avec les États-Unis, l'Europe et l'Asie. Son influence a été déterminante dans les négociations et la ratification du traité naval de Washington,.